# レオン・フコフカ
レオン・フコフカ（Leon Fukofuka、1994年9月8日 - ）は、オークランドに所属するラグビー選手。

## プロフィール
- ニュージーランド・オークランド出身[1]。
- ポジションはスクラムハーフ(SH)。
- 身長 185cm、体重 94kg
- U20ニュージーランド代表に選ばれたことがある[2]。
- バーバリアンズに選ばれたことがある。
- トンガ代表キャップは11(2021年3月現在）でラグビーワールドカップ2019のトンガ代表に選ばれた[3]。

## 略歴
オークランド、クルセイダーズを経て、2019年、アンプティルRUFCに加入。